# Morimopsis truncatipennis
Morimopsis truncatipennis là một loài bọ cánh cứng trong họ Cerambycidae.